# Achalcus melanotrichus
Achalcus melanotrichus är en tvåvingeart som beskrevs av Josef Mik 1878. Achalcus melanotrichus ingår i släktet Achalcus och familjen styltflugor. Enligt den svenska rödlistan är arten nära hotad i Sverige. Arten förekommer i Götaland. Artens livsmiljö är skogslandskap, stadsmiljö. Inga underarter finns listade i Catalogue of Life.